# Cornac
Pour les articles homonymes, voir Cornac (métier).
Cornac est une commune française, située dans le nord-est du département du Lot en région Occitanie.
Elle est également dans la Limargue, une région naturelle occupant une dépression verdoyante entre les causses du Quercy et le Ségala quercynois.
Exposée à un climat océanique altéré, elle est drainée par le Mamoul et par divers autres petits cours d'eau. Incluse dans le bassin de la Dordogne, la commune possède un patrimoine naturel remarquable composé d'une zone naturelle d'intérêt écologique, faunistique et floristique.
Cornac est une commune rurale qui compte 360 habitants en 2022, après avoir connu un pic de population de 1 585 habitants en 1851. Elle fait partie de l'aire d'attraction de Biars-sur-Cère - Saint-Céré. Ses habitants sont appelés les Cornacois ou  Cornacoises.

## Géographie
La commune de Cornac se situe au nord-est du département du Lot, près de la Corrèze.
Son territoire communal se situe à cheval entre causse et Ségala lotois. Il ressort de ce positionnement géographique une dualité de paysage autrefois très marquée entre les vignobles caussenards et les châtaigneraies du Ségala. Elle est traversée par le Mamoul, un affluent de la Dordogne.

### Communes limitrophes
Les communes limitrophes sont  Belmont-Bretenoux, Bretenoux, Estal, Frayssinhes, Gagnac-sur-Cère, Glanes, Saint-Laurent-les-Tours, Saint-Michel-Loubéjou, Sousceyrac-en-Quercy et Teyssieu.
| Gagnac-sur-Cère, Glanes                  | Estal                   | Teyssieu             |
| Bretenoux                                | Cornac                  | Sousceyrac-en-Quercy |
| Saint-Michel-Loubéjou, Belmont-Bretenoux | Saint-Laurent-les-Tours | Frayssinhes          |

### Climat
Pour des articles plus généraux, voir Climat de l'Occitanie et Climat du Lot.
En 2010, le climat de la commune est de type climat méditerranéen altéré, selon une étude s'appuyant sur une série de données couvrant la période 1971-2000. En 2020, Météo-France publie une typologie des climats de la France métropolitaine dans laquelle la commune est exposée à un climat de montagne ou de marges de montagne et est dans la région climatique Ouest et nord-ouest du Massif Central, caractérisée par une pluviométrie annuelle de 900 à 1 500 mm, maximale en automne et en hiver.
Pour la période 1971-2000, la température annuelle moyenne est de 13 °C, avec une amplitude thermique annuelle de 16,4 °C. Le cumul annuel moyen de précipitations est de 1 020 mm, avec 11,1 jours de précipitations en janvier et 6,9 jours en juillet. Pour la période 1991-2020, la température moyenne annuelle observée sur la station météorologique la plus proche, située sur la commune de Sousceyrac-en-Quercy à 12,78 km à vol d'oiseau, est de 11,6 °C et le cumul annuel moyen de précipitations est de 1 299,2 mm,. Pour l'avenir, les paramètres climatiques de la commune estimés pour 2050 selon différents scénarios d’émission de gaz à effet de serre sont consultables sur un site dédié publié par Météo-France en novembre 2022.

### Milieux naturels et biodiversité

#### Espaces protégés
La protection réglementaire est le mode d’intervention le plus fort pour préserver des espaces naturels remarquables et leur biodiversité associée,.
La commune fait partie de la zone de transition du bassin de la Dordogne, un territoire d'une superficie de 1 880 258 ha reconnu réserve de biosphère par l'UNESCO en juillet 2012,.

#### Zones naturelles d'intérêt écologique, faunistique et floristique

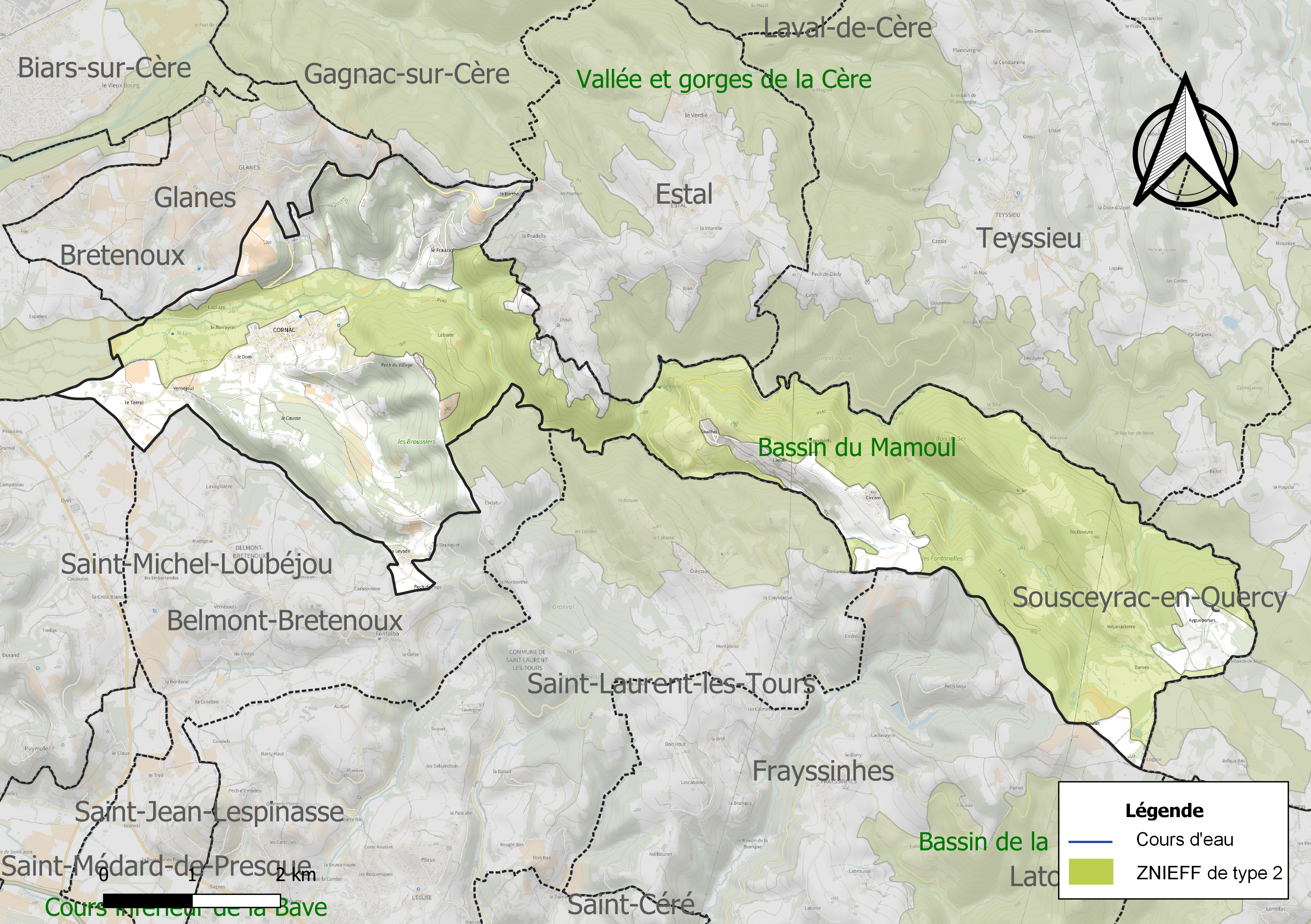
Carte de la ZNIEFF de type 2 localisée sur la commune.

L’inventaire des zones naturelles d'intérêt écologique, faunistique et floristique (ZNIEFF) a pour objectif de réaliser une couverture des zones les plus intéressantes sur le plan écologique, essentiellement dans la perspective d’améliorer la connaissance du patrimoine naturel national et de fournir aux différents décideurs un outil d’aide à la prise en compte de l’environnement dans l’aménagement du territoire.
Une ZNIEFF de type 2 est recensée sur la commune :
le « bassin du Mamoul » (2 278 ha), couvrant 11 communes du département.

## Urbanisme

### Typologie
Au 1er janvier 2024, Cornac est catégorisée commune rurale à habitat dispersé, selon la nouvelle grille communale de densité à sept niveaux définie par l'Insee en 2022.
Elle est située hors unité urbaine. Par ailleurs la commune fait partie de l'aire d'attraction de Biars-sur-Cère - Saint-Céré, dont elle est une commune de la couronne,. Cette aire, qui regroupe 49 communes, est catégorisée dans les aires de moins de 50 000 habitants,.

### Occupation des sols
L'occupation des sols de la commune, telle qu'elle ressort de la base de données européenne d’occupation biophysique des sols Corine Land Cover (CLC), est marquée par l'importance des forêts et milieux semi-naturels (57,1 % en 2018), en diminution par rapport à 1990 (60,5 %). La répartition détaillée en 2018 est la suivante : 
forêts (57,1 %), prairies (32,5 %), zones agricoles hétérogènes (9 %), cultures permanentes (1,4 %). L'évolution de l’occupation des sols de la commune et de ses infrastructures peut être observée sur les différentes représentations cartographiques du territoire : la carte de Cassini (XVIIIe siècle), la carte d'état-major (1820-1866) et les cartes ou photos aériennes de l'IGN pour la période actuelle (1950 à aujourd'hui).

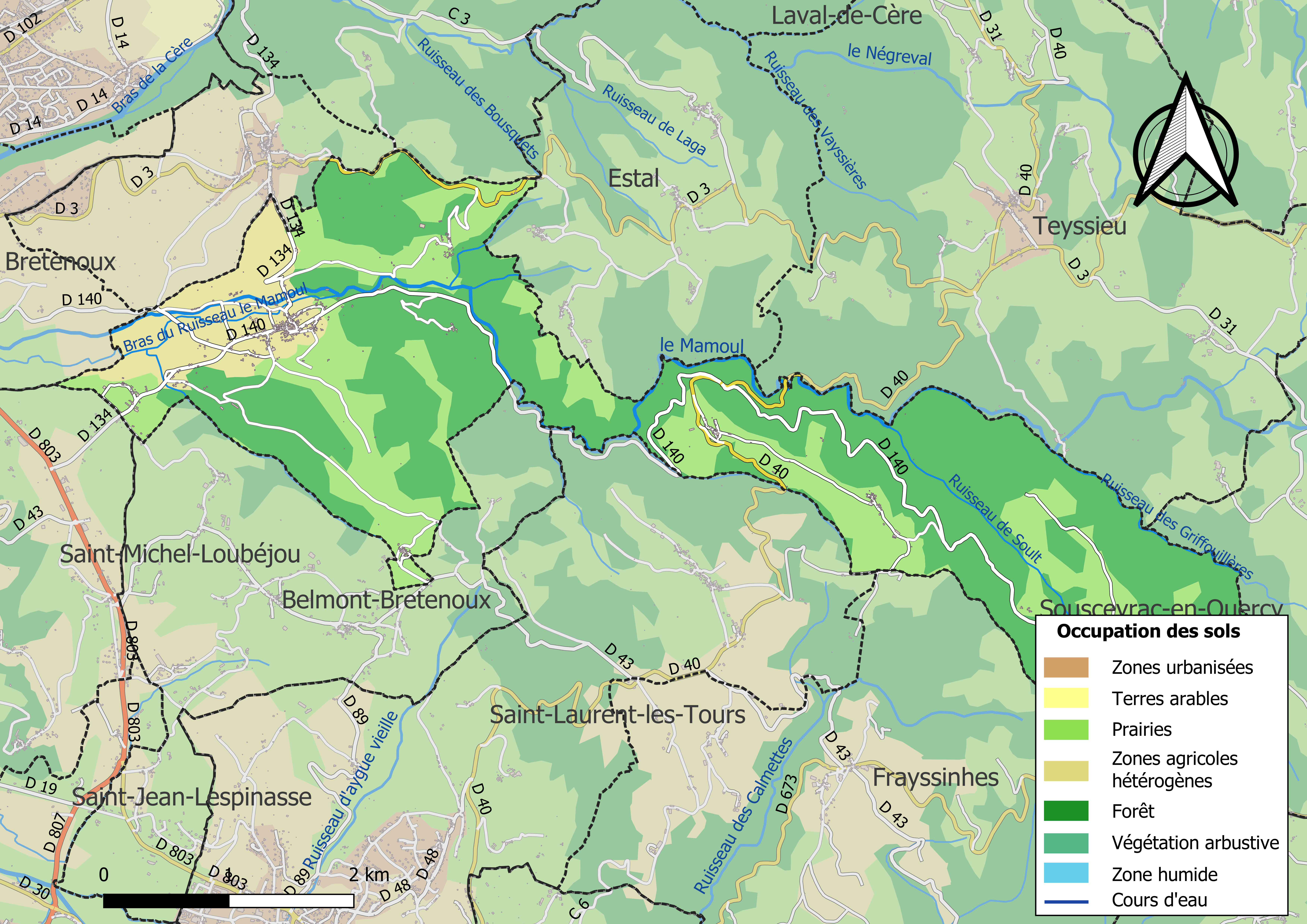
Carte des infrastructures et de l'occupation des sols de la commune en 2018 (CLC).

### Risques majeurs
Le territoire de la commune de Cornac est vulnérable à différents aléas naturels : météorologiques (tempête, orage, neige, grand froid, canicule ou sécheresse), inondations, feux de forêts, mouvements de terrains et séisme (sismicité très faible). Il est également exposé à un risque technologique, la rupture d'un barrage, et à un risque particulier : le risque de radon. Un site publié par le BRGM permet d'évaluer simplement et rapidement les risques d'un bien localisé soit par son adresse soit par le numéro de sa parcelle.

#### Risques naturels
Certaines parties du territoire communal sont susceptibles d’être affectées par le risque d’inondation par débordement de cours d'eau, notamment le Mamoul. La cartographie des zones inondables en ex-Midi-Pyrénées réalisée dans le cadre du XIe Contrat de plan État-région, visant à informer les citoyens et les décideurs sur le risque d’inondation, est accessible sur le site de la DREAL Occitanie. La commune a été reconnue en état de catastrophe naturelle au titre des dommages causés par les inondations et coulées de boue survenues en 1982, 1994 et 1999,.
Cornac est exposée au risque de feu de forêt. Un plan départemental de protection des forêts contre les incendies a été approuvé par arrêté préfectoral le 30 novembre 2015 pour la période 2015-2025. Les propriétaires doivent ainsi couper les broussailles, les arbustes et les branches basses sur une profondeur de 50 mètres, aux abords des constructions, chantiers, travaux et installations de toute nature, situées à moins de 200 mètres de terrains en nature
de bois, forêts, plantations, reboisements, landes ou friches. Le brûlage des déchets issus de l’entretien des parcs et jardins des ménages et des collectivités est interdit. L’écobuage est également interdit, ainsi que les feux de type méchouis et barbecues, à l’exception de ceux prévus dans des installations fixes (non situées sous couvert d'arbres) constituant une dépendance d'habitation.

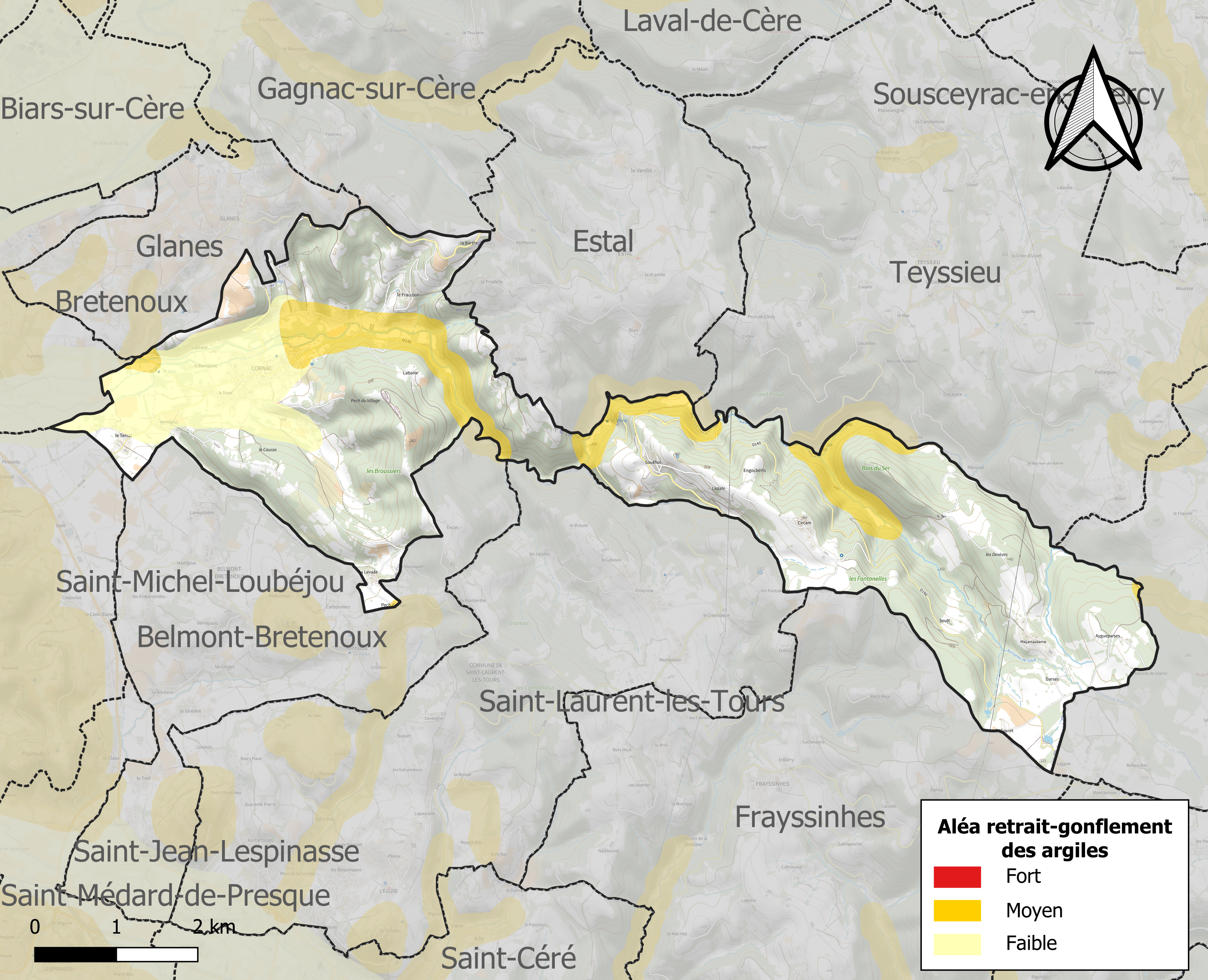
Carte des zones d'aléa retrait-gonflement des sols argileux de Cornac.

Les mouvements de terrains susceptibles de se produire sur la commune sont des éboulements, chutes de pierres et de blocs et des glissements de terrain.
Le retrait-gonflement des sols argileux est susceptible d'engendrer des dommages importants aux bâtiments en cas d’alternance de périodes de sécheresse et de pluie. 10,9 % de la superficie communale est en aléa moyen ou fort (67,7 % au niveau départemental et 48,5 % au niveau national). Sur les 225 bâtiments dénombrés sur la commune en 2019, 13 sont en aléa moyen ou fort, soit 6 %, à comparer aux 72 % au niveau départemental et 54 % au niveau national. Une cartographie de l'exposition du territoire national au retrait gonflement des sols argileux est disponible sur le site du BRGM,.
Par ailleurs, afin de mieux appréhender le risque d’affaissement de terrain, l'inventaire national des cavités souterraines permet de localiser celles situées sur la commune.
Concernant les mouvements de terrains, la commune a été reconnue en état de catastrophe naturelle au titre des dommages causés par des mouvements de terrain en 1999.

#### Risques technologiques
La commune est en outre située en aval des barrages de Saint-Étienne-Cantalès et de Bort-les-Orgues, des ouvrages de classe A disposant d'une retenue de respectivement 133 millions et 477 millions de mètres cubes,. À ce titre elle est susceptible d’être touchée par l’onde de submersion consécutive à la rupture d'un de ces ouvrages

#### Risque particulier
Dans plusieurs parties du territoire national, le radon, accumulé dans certains logements ou autres locaux, peut constituer une source significative d’exposition de la population aux rayonnements ionisants. Certaines communes du département sont concernées par le risque radon à un niveau plus ou moins élevé. Selon la classification de 2018, la commune de Cornac est classée en zone 3, à savoir zone à potentiel radon significatif.

## Toponymie
Le toponyme Cornac qualifie le domaine du gaulois Cornos. La terminaison -ac est issue du suffixe gaulois -acon (lui-même du celtique commun *-āko-), souvent latinisé en -acum dans les textes.

## Histoire
Les monographies du XIXe siècle nous indiquent que jusqu’à cette époque, le vin demeure la ressource principale de la commune. Il est exporté jusqu’en Auvergne et même jusqu’à Bordeaux.
Par ailleurs, à la fin du XIXe siècle, la commune de Cornac était florissante puisque l’on y dénombrait une population importante de 1 530 habitants dont 497 dans le seul bourg de Cornac. Il y avait plusieurs auberges et cabarets.

## Politique et administration
| Période                                  | Période   | Identité                     | Étiquette | Qualité     |
| ---------------------------------------- | --------- | ---------------------------- | --------- | ----------- |
| 1793                                     | 1800      | Jacques Daval                |           |             |
| 1815                                     | 1831      | Jean Baptiste Daval-dupeyrat |           |             |
| 08.1831                                  | 12.1831   | Alexis Fourneaux             |           |             |
| 1832                                     | 1840      | Pierre Calle                 |           |             |
| 1841                                     | 1849      | Jean Galan                   |           |             |
| 1849                                     | 1852      | Noël Laumon                  |           |             |
| 1852                                     | 1863      | Jean Galan                   |           |             |
| 1863                                     | 1876      | Guillaume Lamarche           |           |             |
| 1876                                     | 1877      | M. Lacaze                    |           |             |
| 1800                                     | 1814      | Jean Daval-defargues         |           |             |
| 1878                                     | 1886      | Jean Pierre Vernejoul        |           |             |
| 1887                                     | 1888      | M. Mespouilhe                |           |             |
| 1888                                     | 1895      | Charles Fourneaux            |           |             |
| 1895                                     | 1899      | Charles Lamarche             |           |             |
| 1899                                     | 1901      | Jean Baptiste Benechie       |           |             |
| 1901                                     | 1902      | Antoine Charles Vernejoul    |           |             |
|                                          |           |                              |           |             |
| avant 1951                               | ?         | Roger Sirieys                | Radical   | Agriculteur |
|                                          |           |                              |           |             |
| mars 2001                                | mars 2008 | Albert Laboucarie            |           |             |
| mars 2008                                | mai 2020  | David Laborie                |           |             |
| mai 2020                                 | En cours  | Jean-Pierre GUYOT            |           |             |
| Les données manquantes sont à compléter. |           |                              |           |             |

## Démographie
| 1793  | 1800 | 1806 | 1821  | 1831  | 1836  | 1841  | 1846  | 1851  |
| ----- | ---- | ---- | ----- | ----- | ----- | ----- | ----- | ----- |
| 1 086 | 942  | 938  | 1 535 | 1 506 | 1 419 | 1 504 | 1 534 | 1 585 |

| 1856  | 1861  | 1866  | 1872  | 1876  | 1881  | 1886  | 1891  | 1896  |
| ----- | ----- | ----- | ----- | ----- | ----- | ----- | ----- | ----- |
| 1 504 | 1 540 | 1 526 | 1 574 | 1 530 | 1 491 | 1 515 | 1 509 | 1 238 |

| 1901  | 1906 | 1911 | 1921 | 1926 | 1931 | 1936 | 1946 | 1954 |
| ----- | ---- | ---- | ---- | ---- | ---- | ---- | ---- | ---- |
| 1 220 | 829  | 812  | 723  | 695  | 617  | 542  | 457  | 421  |

| 1962 | 1968 | 1975 | 1982 | 1990 | 1999 | 2006 | 2007 | 2012 |
| ---- | ---- | ---- | ---- | ---- | ---- | ---- | ---- | ---- |
| 387  | 354  | 369  | 354  | 370  | 327  | 354  | 358  | 354  |

| 2017 | 2022 | - | - | - | - | - | - | - |
| ---- | ---- | - | - | - | - | - | - | - |
| 348  | 360  | - | - | - | - | - | - | - |

## Économie

### Revenus
En 2018, la commune compte 155 ménages fiscaux, regroupant 342 personnes. La médiane du revenu disponible par unité de consommation est de 21 230 € (20 740 € dans le département).

### Emploi
|                | 2008  | 2013  | 2018  |
| -------------- | ----- | ----- | ----- |
| Commune        | 6,2 % | 6,6 % | 4,1 % |
| Département    | 7,3 % | 8,9 % | 9,6 % |
| France entière | 8,3 % | 10 %  | 10 %  |

En 2018, la population âgée de 15 à 64 ans s'élève à 196 personnes, parmi lesquelles on compte 74,5 % d'actifs (70,5 % ayant un emploi et 4,1 % de chômeurs) et 25,5 % d'inactifs,. Depuis 2008, le taux de chômage communal (au sens du recensement) des 15-64 ans est inférieur à celui de la France et du département.
La commune fait partie de la couronne de l'aire d'attraction de Biars-sur-Cère - Saint-Céré, du fait qu'au moins 15 % des actifs travaillent dans le pôle,. Elle compte 40 emplois en 2018, contre 38 en 2013 et 31 en 2008. Le nombre d'actifs ayant un emploi résidant dans la commune est de 143, soit un indicateur de concentration d'emploi de 27,7 % et un taux d'activité parmi les 15 ans ou plus de 53,2 %.
Sur ces 143 actifs de 15 ans ou plus ayant un emploi, 26 travaillent dans la commune, soit 18 % des habitants. Pour se rendre au travail, 88,2 % des habitants utilisent un véhicule personnel ou de fonction à quatre roues, 0,7 % les transports en commun, 4,9 % s'y rendent en deux-roues, à vélo ou à pied et 6,2 % n'ont pas besoin de transport (travail au domicile).

### Activités hors agriculture
21 établissements sont implantés  à Cornac au 31 décembre 2019.
Le secteur de l'industrie manufacturière, des industries extractives et autres est prépondérant sur la commune puisqu'il représente 33,3 % du nombre total d'établissements de la commune (7 sur les 21 entreprises implantées  à Cornac), contre 14 % au niveau départemental.

### Agriculture
La commune est dans le Segala », une petite région agricole occupant la frange est du département du Lot. En 2020, l'orientation technico-économique de l'agriculture  sur la commune est la polyculture et/ou le polyélevage.
|               | 1988 | 2000 | 2010 | 2020 |
| ------------- | ---- | ---- | ---- | ---- |
| Exploitations | 41   | 30   | 15   | 12   |
| SAU (ha)      | 575  | 529  | 478  | 491  |

Le nombre d'exploitations agricoles en activité et ayant leur siège dans la commune est passé de 41 lors du recensement agricole de 1988  à 30 en 2000 puis à 15 en 2010 et enfin à 12 en 2020, soit une baisse de 71 % en 32 ans. Le même mouvement est observé à l'échelle du département qui a perdu pendant cette période 60 % de ses exploitations,. La surface agricole utilisée sur la commune a également diminué, passant de 575 ha en 1988 à 491 ha en 2020. Parallèlement la surface agricole utilisée moyenne par exploitation a augmenté, passant de 14 à 41 ha.

## Culture locale et patrimoine

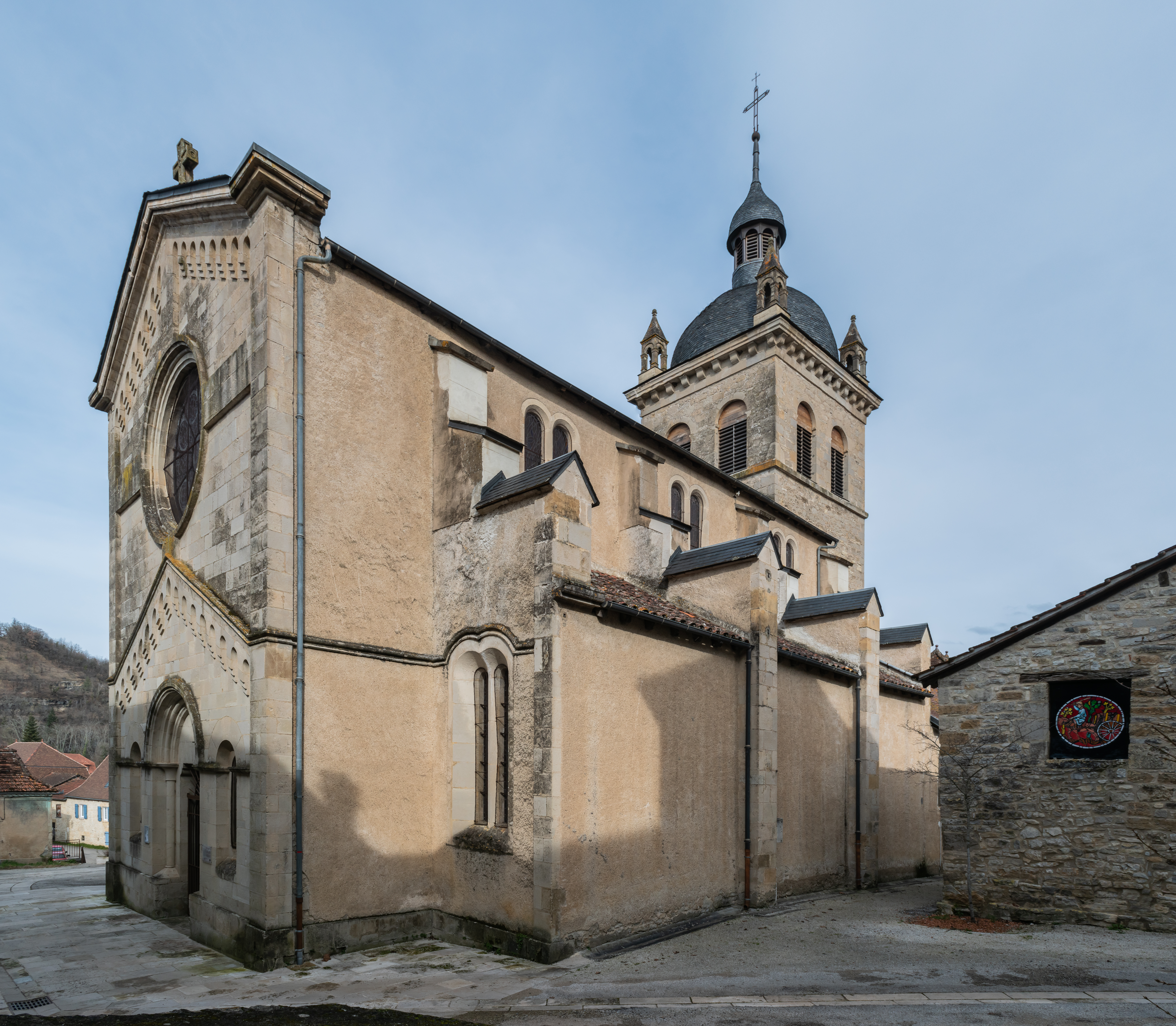
L'Église Sainte-Geneviève.

### Lieux et monuments
- Chapelle des Pénitents blancs datant probablement de la fin du XIIe siècle ou du début du XIIIe siècle[38]. Le décor peint a été restauré en 1994[39].
- Église Sainte-Geneviève de Cornac. L'édifice est référencé dans la base Mérimée et à l'Inventaire général Région Occitanie[40]. La peinture monumentale est référencer dans la base Palissy[40].

### Personnalités liées à la commune
Hugues III de Castelnau-Calmont.

## Héraldique
| Blason de Cornac | Blason  | De gueules à l'étoile d'or, accompagnée de trois cornets d'argent. |
| Blason de Cornac | Détails | Le statut officiel du blason reste à déterminer.                   |

### Site de l'Insee
1. ↑  « La grille communale de densité », sur le site de l'Insee, 28 mai 2024 (consulté le 28 juin 2024).
2. 1 2  Insee, « Métadonnées de la commune de Cornac ».
3. ↑  « Liste des communes composant l'aire d'attraction de Biars-sur-Cère - Saint-Céré », sur le site de l'Insee (consulté le 28 juin 2024).
4. ↑  Marie-Pierre de Bellefon, Pascal Eusebio, Jocelyn Forest, Olivier Pégaz-Blanc et Raymond Warnod (Insee), « En France, neuf personnes sur dix vivent dans l’aire d’attraction d’une ville », sur le site de l'Insee, 21 octobre 2020 (consulté le 28 juin 2024).
5. ↑  « REV T1 - Ménages fiscaux de l'année 2018 à Cornac » (consulté le 5 février 2022).
6. ↑  « REV T1 - Ménages fiscaux de l'année 2018 dans le Lot » (consulté le 5 février 2022).
7. 1 2  « Emp T1 - Population de 15 à 64 ans par type d'activité en 2018 à Cornac » (consulté le 5 février 2022).
8. ↑  « Emp T1 - Population de 15 à 64 ans par type d'activité en 2018 dans le Lot » (consulté le 5 février 2022).
9. ↑  « Emp T1 - Population de 15 à 64 ans par type d'activité en 2018 dans la France entière » (consulté le 5 février 2022).
10. ↑  « Base des aires d'attraction des villes 2020 », sur site de l'Insee (consulté le 10 avril 2021).
11. ↑  « Emp T5 - Emploi et activité en 2018 à Cornac » (consulté le 5 février 2022).
12. ↑  « ACT T4 - Lieu de travail des actifs de 15 ans ou plus ayant un emploi qui résident dans la commune en 2018 » (consulté le 5 février 2022).
13. ↑  « ACT G2 - Part des moyens de transport utilisés pour se rendre au travail en 2018 » (consulté le 5 février 2022).
14. ↑  « DEN T5 - Nombre d'établissements par secteur d'activité au 31 décembre 2019 à Cornac » (consulté le 14 février 2022).
15. ↑  « DEN T5 - Nombre d'établissements par secteur d'activité au 31 décembre 2019 dans le Lot » (consulté le 14 février 2022).

### Autres sources
1. ↑  Carte IGN sous Géoportail
2. 1 2  Daniel Joly, Thierry Brossard, Hervé Cardot, Jean Cavailhes, Mohamed Hilal et Pierre Wavresky, « Les types de climats en France, une construction spatiale », Cybergéo, revue européenne de géographie - European Journal of Geography, no 501,‎ 18 juin 2010 (DOI 10.4000/cybergeo.23155, lire en ligne, consulté le 14 novembre 2023).
3. ↑  « Zonages climatiques en France métropolitaine. », sur pluiesextremes.meteo.fr (consulté le 14 novembre 2023).
4. ↑  « Orthodromie entre Cornac et Sousceyrac-en-Quercy », sur fr.distance.to (consulté le 14 novembre 2023).
5. ↑  « Station Météo-France « Comiac » (commune de Sousceyrac-en-Quercy) - fiche climatologique - période 1991-2020 », sur donneespubliques.meteofrance.fr (consulté le 14 novembre 2023).
6. ↑  « Station Météo-France « Comiac » (commune de Sousceyrac-en-Quercy) - fiche de métadonnées. », sur donneespubliques.meteofrance.fr (consulté le 14 novembre 2023).
7. ↑  « Climadiag Commune : diagnostiquez les enjeux climatiques de votre collectivité. », sur meteofrance.fr, novembre 2022 (consulté le 14 novembre 2023).
8. ↑  « Les espaces protégés. », sur le site de l'INPN (consulté le 10 mai 2022).
9. ↑  « Liste des espaces protégés sur la commune », sur le site de l'inventaire national du patrimoine naturel (consulté le 2 septembre 2021).
10. ↑  « Réserve de biosphère du bassin de la Dordogne », sur mab-france.org (consulté le 2 septembre 2021).
11. ↑  « Bassin de la Dordogne - zone de transition - fiche descriptive », sur le site de l'inventaire national du patrimoine naturel (consulté le 1er septembre 2021).
12. ↑  « Liste des ZNIEFF de la commune de Cornac », sur le site de l'Inventaire national du patrimoine naturel (consulté le 2 septembre 2021).
13. ↑  « ZNIEFF le « bassin du Mamoul » - fiche descriptive », sur le site de l'inventaire national du patrimoine naturel (consulté le 2 septembre 2021).
14. ↑  « CORINE Land Cover (CLC) - Répartition des superficies en 15 postes d'occupation des sols (métropole). », sur le site des données et études statistiques du ministère de la Transition écologique. (consulté le 14 avril 2021).
15. 1 2 3  « Les risques près de chez moi - commune de Cornac », sur Géorisques (consulté le 17 octobre 2022).
16. ↑  BRGM, « Évaluez simplement et rapidement les risques de votre bien », sur Géorisques (consulté le 13 septembre 2022).
17. ↑  DREAL Occitanie, « CIZI », sur occitanie.developpement-durable.gouv.fr (consulté le 13 septembre 2022).
18. ↑  « Dossier départemental des risques majeurs dans le Lot », sur lot.gouv.fr (consulté le 13 septembre 2022), partie 1 -  chapitre Risque inondation.
19. ↑  « Dossier départemental des risques majeurs dans le Lot », sur lot.gouv.fr (consulté le 13 septembre 2022).
20. ↑  « Dossier départemental des risques majeurs dans le Lot », sur lot.gouv.fr (consulté le 13 septembre 2022), chapitre Mouvements de terrain.
21. ↑  « Retrait-gonflement des argiles », sur le site de l'observatoire national des risques naturels (consulté le 13 septembre 2022).
22. ↑  « Liste des cavités souterraines localisées sur la commune de Cornac », sur georisques.gouv.fr (consulté le 13 septembre 2022).
23. ↑  Article R214-112 du code de l’environnement
24. ↑  « barrage de Saint-Étienne-Cantalès », sur barrages-cfbr.eu (consulté le 13 septembre 2022).
25. ↑  « barrage de Bort-les-Orgues », sur barrages-cfbr.eu (consulté le 13 septembre 2022).
26. ↑  « Dossier départemental des risques majeurs dans le Lot », sur lot.gouv.fr (consulté le 13 septembre 2022), chapitre Risque rupture de barrage.
27. ↑  « Cartographie du risque radon en France. », sur le site de l’IRSN, janvier 2021 (consulté le 13 septembre 2022).
28. ↑  Gaston Bazalgues, À la découverte des noms de lieux du Quercy : Toponymie lotoise, Gourdon, Éditions de la Bouriane et du Quercy, juin 2002, 127 p. (ISBN 2-910540-16-2), p. 109.
29. ↑  « Les maires de Cornac », sur francegenweb.org, 19 février 2011 (consulté le 16 octobre 2016).
30. ↑  L'organisation du recensement, sur insee.fr.
31. ↑  Calendrier départemental des recensements, sur insee.fr.
32. ↑  Des villages de Cassini aux communes d'aujourd'hui sur le site de l'École des hautes études en sciences sociales.
33. ↑  Fiches Insee - Populations de référence de la commune pour les années 2006, 2007, 2008, 2009, 2010, 2011, 2012, 2013, 2014, 2015, 2016, 2017, 2018, 2019, 2020, 2021 et 2022.
34. ↑  « Les régions agricoles (RA), petites régions agricoles(PRA) - Année de référence : 2017 », sur agreste.agriculture.gouv.fr (consulté le 14 février 2022).
35. ↑  Présentation des premiers résultats du recensement agricole 2020, Ministère de l’agriculture et de l’alimentation, 10 décembre 2021
36. 1 2  « Fiche de recensement agricole - Exploitations ayant leur siège dans la commune de Cornac - Données générales », sur recensement-agricole.agriculture.gouv.fr (consulté le 14 février 2022).
37. ↑  « Fiche de recensement agricole - Exploitations ayant leur siège dans le département du Lot » (consulté le 14 février 2022).
38. ↑  Patrimoine du Lot : chapelle de pénitents blancs (Cornac)
39. ↑  Patrimoine du Lot : Les peintures murales du Lot. Trésors polychromes autour de Saint-Céré, p. 10-11
40. 1 2  « Église paroissiale Sainte-Geneviève », sur pop.culture.gouv.fr (consulté le 31 mai 2021).

### Cartes
- Cartes

1. ↑  IGN, « Évolution comparée de l'occupation des sols de la commune sur cartes anciennes », sur remonterletemps.ign.fr (consulté le 15 juillet 2023).
2. ↑  « Cartographie interactive de l'exposition des sols au retrait-gonflement des argiles », sur infoterre.brgm.fr (consulté le 13 septembre 2022).
3. ↑  Agence nationale de la cohésion des territoires, « Carte de la commune dans le zonage des aires d'attraction de villes. », sur l'observatoire des territoires (consulté le 10 avril 2021).
4. ↑  « Recensement agricole 2020 - Carte de la spécialisation de la production agricole par commune », sur stats.agriculture.gouv.fr (consulté le 14 février 2022).
5. ↑  « Recensement agricole 2020 - Carte du nombre d'exploitations et de la surface agricole utilisée (SAU) moyenne par commune », sur stats.agriculture.gouv.fr (consulté le 14 février 2022).
6. ↑  « Recensement agricole 2020 - Carte du nombre d'exploitations et de la surface agricole utilisée par département », sur stats.agriculture.gouv.fr (consulté le 14 février 2022).
7. ↑  « Recensement agricole 2020 - Carte de la surface agricole utilisée (SAU) par commune et de la SAU moyenne », sur stats.agriculture.gouv.fr (consulté le 14 février 2022).